# Kwarasan (Juwiring)
Kwarasan is een bestuurslaag in het regentschap Klaten van de provincie Midden-Java, Indonesië. Kwarasan telt 2879 inwoners (volkstelling 2010).